# 10258 سارنيزكي
10258 Sárneczky هو كويكب، يقع ضمن حزام الكويكبات. اكتشف في 6 يناير 1940.

## روابط خارجية
- 10258 سارنيزكي في قاعدة بيانات مختبر الدفع النفاث لأجرام النظام الشمسي الصغيرة

- الاكتشاف · مخطط المدار ·  العناصر المدارية · المعلمات المادية

- 10258 سارنيزكي على موقع ويكي سكاي: DSS2, SDSS, GALEX, IRAS, Hydrogen α, X-Ray, Astrophoto, Sky Map, Articles and images